# Retro Spiele Club Hamburg
Der Retro Spiele Club Hamburg ist ein Museum für digitale Spielekultur in der Fuhlsbüttler Straße 490 in Hamburg. Das Museum stellt Computertechnik und -spiele der letzten 50 Jahre spielbereit aus.

## Geschichte
Das Museum wurde im Jahr 2020 kurz vor der Corona-Pandemie der Öffentlichkeit zugänglich gemacht. Es entstand aus den Archiven eines Computerspiele- und -technik-An- und Verkaufes der 1990er Jahre und wird von Patrick Becher und Robin Lösch betrieben. Der erste Standort des Museums mit ca. 160 m² befand sich in der Horner Landstraße im Hamburger Stadtteil Horn. Im Juni 2025 konnte der Umzug in eine neue Location Dank tatkräftiger Unterstützung der Community organisiert werden. Ab Mitte Juli 2025 ist das Museum in der Fuhlsbüttler Straße 490 auf ca. 400 m² wieder für Jung und Alt zugänglich.

## Ausstellung
In der spielbaren Ausstellung befinden sich Geräte von den 1970er Jahren bis kurz nach der Jahrtausendwende. Ausstellungsstücke werden auch regelmäßig auf Messen und Ausstellungen präsentiert, 2019 z. B. im Retro-Bereich der Gamescom und der Gamevention.
Auf 160 m² befinden sich aktuell 50 spielbereite Exponate. Zusätzlich wurden weitere Geräte, ein Archiv von historischen Fachzeitschriften und hunderte Originalspiele zusammengetragen. So soll die Videospielkultur von den 1950er Jahren bis zur Jahrtausendwende dokumentiert und erlebbar gemacht werden. Der Sammlungsaufbau erfolgt durch gezielte Ankäufe sowie Sachspenden.

## Veranstaltungen
Im Museum finden regelmäßig Veranstaltungen statt, wo bekannte Persönlichkeiten aus der Computerszene direkt vor Ort sind oder (bedingt durch die Corona-Pandemie) im Stream zugeschaltet werden.